# タンジーラ・ナルバーエヴァ
タンジーラ・カマロヴナ・ナルバーエヴァ（ウズベク語: Tanzila Kamalovna Narbayeva / Танзила Камаловна Нарбаева、露: Танзила Камаловна Нарбаева、英: Tanzila Kamalovna Narbaeva、1956年7月24日 - ）は、ウズベキスタンの政治家である。2019年に女性で初めてウズベキスタン上院議長に就任した。2000年には「シュフラト」勲章（栄誉勲章）を受章している。
「タンジーラ」は「タンジラ」:49「タンズィラ」:42とも表記され、「ナルバーエヴァ」は「ナルバーエバ」「ナルバエヴァ」:49「ナルバエワ」「ナルバイェバ」「ノルバエワ」とも表記される。

## 経歴
アンディジャン州のシャフリハン地区に生まれる:49。1974年より、同地区のミドルスクールで教師として教鞭をとる。1975年から1995年にかけて、ウズベキスタン人民民主党で様々な役職を務める。
1981年にタシュケント国立大学（現在のミルゾ・ウルグベク記念ウズベキスタン国立大学）を卒業、教育学博士候補資格を得る:49。1995年から2010年にかけて、ウズベキスタンの内閣府に勤務する。2010年から2016年にかけて、ウズベキスタン労働組合連盟の評議会議長を務める:49:8。
2011年、ウズベキスタンサイクリング連盟の会長に就任。2017年に再選される。
2016年12月から2019年にかけて、ウズベキスタンの副首相およびウズベキスタン女性委員会の議長を務める:49:8。
2019年6月21日、シャフカト・ミルジヨエフ大統領の任命により、ウズベキスタン上院議長に女性で初めて就任する:50。同年10月21日から25日にかけて来日。22日には即位礼正殿の儀に参列し、23日に山東昭子参議院議長と会談し、24日には西村康稔経済財政政策担当大臣と会談した。
2020年1月20日、ウズベキスタン上院議長に再選される。同月、ウズベキスタン国家通信社による「2019年の人」に選出され、ウズベキスタンで最も活発な政治家であると評価された。同年12月、中央アジア諸国の女性指導者による非公式の協議会の設立に関する最初の会議に出席し、翌年、この協議会の議長に就任する。
2021年1月、ケリー・カリーアメリカ合衆国国務省国際女性問題担当特使と会談する。同年4月、ヴャチェスラフ・ヴォロージンロシア連邦議会国家院議長およびワレンチナ・マトヴィエンコロシア連邦議会連邦院議長と会談する。

## 受章
- 2000年 - 「シュフラト」勲章（ロシア語版、ウズベク語版）（栄誉勲章）[4][31]
- 2010年 - 「メフナト・シュフラチ」勲章（ロシア語版、ウズベク語版）（労働栄誉勲章）[4][31]
- 2016年 - 「フィドコロナ・キズマトラリ・ウチュン」勲章（ウズベク語版）[4][31]